# یک‌هزار خورشیدرو
هزار خورشید تابان (به انگلیسی: A Thousand Splendid Suns)، دومین رمان خالد حسینی، نویسندهٔ افغانستانی است که به زبان انگلیسی نوشته شده‌ است و به ده‌ها زبان زنده دنیا ترجمه شده‌ است. این رمان در ژوئن سال ۲۰۰۷ برای دست کم سه هفته پرفروش‌ترین رمان آمریکای شمالی شد.
خالد حسینی این کتاب خود را به دو فرزندش و تمامی زنان افغانستان اهدا کرده‌ است.

## درباره‌ کتاب
هزار خورشید تابان نام دومین کتابی است از نویسنده مشهور افغان که بعد از انتشار کتاب بادبادک باز منتشر شد که با فروش بسیار بالایی مواجه شد.
نام این کتاب به گفته نویسنده از شعر صائب تبریزی با مطلع:
| خوشا عشرت‌سرای کابل و دامان کهسارش |  | که ناخن بر رگ گل می‌زند مژگان هرخارش |

گرفته شده‌است که در بیتی از آن می‌گوید:
| حساب مه جبینان لب بامش که می‌داند؟ |  | دو صد خورشیدرو افتاده در هر پای دیوارش |

جوزفین دیویس مترجم انگلیسی این شعر، عبارت «دو صد خورشیدرو» را به a thousand splendid suns ترجمه کرده‌است.
One could not count the moons that shimmer on her roofs
And the thousand splendid suns that hide behind her walls
این کتاب در ایران با عناوینی چون «هزار خورشید درخشان» و «هزار خورشید تابان» ترجمه و منتشر شده‌است.
این کتاب که داستانی را در فاصله زمانی ۵۰ ساله (از ۱۹۶۰ تا ۲۰۰۳) روایت می‌کند، داستان دو زن افغان به نام‌های مریم و لیلاست که با وجود اختلاف بسیار زیاد، دست سرنوشت آنها را برای مدتی همخانه می‌کند.

## داستان
خالد حسینی در این رمان به داستان غم‌انگیز دو زن و دشواری‌های آن‌ها در افغانستان پرداخته است که رویدادهای آن در چند دهه منتهی به حاکمیت و سپس سرنگونی دور اول حکومت طالبان و بعد ورود آمریکا و کشورهای غربی به این کشور اتفاق می‌افتد. رمان در مورد لیلا و مریم است که ستم تاریخ و جبر جغرافیا در کنار آداب و سنن افغانستانی، زندگی را به کام آنان تلخ کرده و همین رنج مشترک است که این دو زن را با وجود ۲۰ سال فاصله سنی، کنار هم قرار می‌دهد و در فضای غیرانسانی سلطه طالبان، یک صمیمیت انسانی عمیق را به نمایش می‌گذارد.

## ترجمه‌ به فارسی
براساس پایگاه کتابشناسی کتابخانهٔ ملی ایران بیش از ده ترجمهٔ فارسی از این کتاب منتشر شده‌است که برخی از آنها چندین بار تجدید چاپ شده‌اند. فهرست این ترجمه‌ها به ترتیب انتشار به شرح زیر است:
- هزار خورشید درخشان/ ترجمه بیتا کاظمی. تهران: باغ نو، ۱۳۸۶.
- هزار خورشید تابان/ ترجمه مهدی غبرائی. تهران: ثالث، ۱۳۸۶.
- هزار آفتاب شگفت‌انگیز/ ترجمه منیژه شیخ‌جوادی (بهزاد). تهران: پیکان، ۱۳۸۶.
- هزار خورشید تابان/ ترجمه پریسا سلیمان‌زاده‌اردبیلی، زیبا گنجی. تهران: مروارید، ۱۳۸۶.
- هزاران خورشید درخشان/ ترجمه سمیه گنجی. ساری: زهره، ۱۳۸۶.
- هزار خورشید باشکوه/ ترجمه ناهید سلامی. تهران: نشر چشمه، ۱۳۸۶.
- هزار خورشید باشکوه/ ترجمه ایرج مثال‌آذر. تهران: در دانش بهمن، ۱۳۸۷.
- هزار خورشید رخشان/ ترجمه زامیاد سعدوندیان. تهران: نگارستان کتاب، ۱۳۸۷.
- هزاران خورشید تابان/ ترجمه مژگان احمدی. تهران: بهزاد، ۱۳۸۹.
- هزاران خورشید فروزان/ ترجمه فیروزه مقدم (عابدی). تهران: انتشارات تهران، ۱۳۸۹.
- یک هزار خورشید باشکوه/ ترجمه نفیسه معتکف. تهران: نسل نواندیش، ۱۳۸۹.
- هزار خورشید تابان/ ترجمه آزاده شهپری. تهران: ماهابه، ۱۳۹۳.

## اقتباس‌ها
در فوریه ۲۰۲۳، اپرای «هزار خورشید تابان» به کارگردانی رویا سادات و آهنگسازی  شیلا سیلور، روی صحنه تئاتر شهر سیاتل در آمریکا به نمایش درآمد. این اپرا به زبان انگلیسی و نقش‌آفرینی بازیگران اغلب آمریکایی، برای مخاطبان غربی ساخته و اجرا شد. به گفته سادات، قرار بود این اپرای اقتباسی که کار ساخت آن چند سال قبل آغاز شده بود، سبک هنری مدرن و انتزاعی داشته باشد، اما بعد از  چیرگی دوباره طالبان، تصمیم گرفته شد که برای نمایش بهتر زجر امروز زنان افغانستان، با ساختار رئالیسم ساخته شود.